# Serbia și Muntenegru la Concursul Muzical Eurovision
Serbia și Muntenegru a debutat la Eurovision în anul 2004, când a fost reprezentantă de Željko Joksimović & Ad Hoc Orchestra care s-au clasat pe poziția a doua după reprezentanta Ucrainei, Ruslana. În 2005 formația No Name a reprezentat uniunea statală terminând pe locul 7. În 2006 Serbia și Muntenegru a renunțat din cauza problemelor de la Selecția națională. După scindarea uniunii statale, republicile constituente, Serbia și Muntenegru, au concurat separat.
Deși nu a participat la concursul din anul 2006, Serbia și Muntenegru a votat pentru alegerea câștigătorului.

## Participări

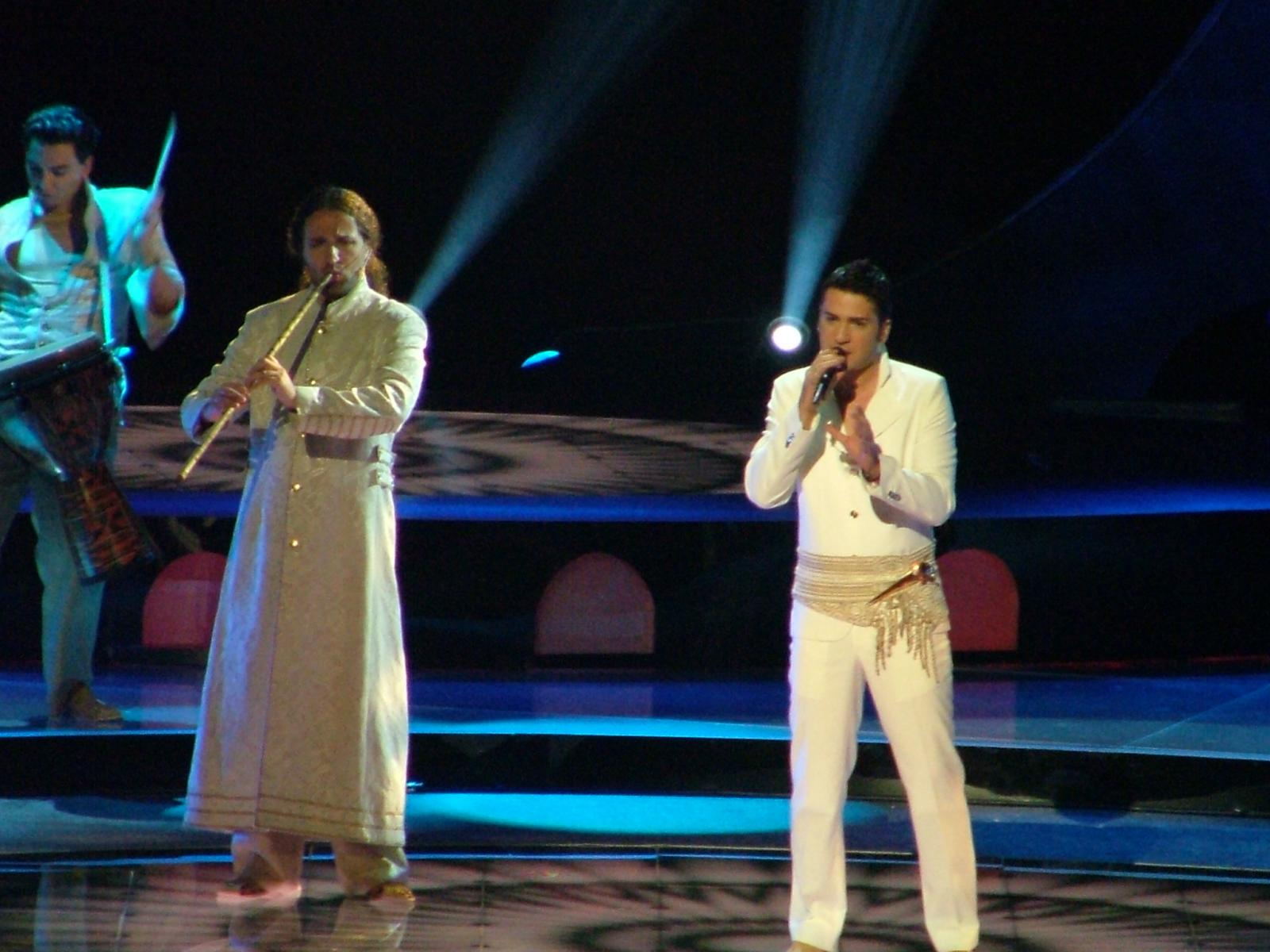
Željko Joksimović la Istambul (2004)

| An   | Gazda    | Artist            | Titlu                           | Finala | Puncte | Semi | Puncte |
| ---- | -------- | ----------------- | ------------------------------- | ------ | ------ | ---- | ------ |
| 2004 | Istanbul | Željko Joksimović | "Lane moje" (Лане моје)         | 2      | 263    | 1    | 263    |
| 2005 | Kiev     | No Name           | "Zauvijek moja" (Заувијек моја) | 7      | 137    | X    | X      |